# Glenbawn Dam
Glenbawn Dam är en dammbyggnad i Australien. Den ligger i kommunen Upper Hunter Shire och delstaten New South Wales, i den sydöstra delen av landet, omkring 200 kilometer norr om delstatshuvudstaden Sydney. Den ligger vid sjön Lake Glenbawn.
Runt Glenbawn Dam är det mycket glesbefolkat, med 2 invånare per kvadratkilometer.. Närmaste större samhälle är Aberdeen, omkring 11 kilometer sydväst om Glenbawn Dam. 
I omgivningarna runt Glenbawn Dam växer huvudsakligen savannskog. Genomsnittlig årsnederbörd är 1 103 millimeter. Den regnigaste månaden är februari, med i genomsnitt 195 mm nederbörd, och den torraste är maj, med 39 mm nederbörd.